# Tranh khắc trên đá tại Tanum
Tranh khắc trên đá ở Tanum nằm trên bờ biển phía tây của Thụy Điển, khoảng cách đều từ Oslo và Gothenburg, khoảng 150 km về phía bắc Gothenburg, trong tỉnh lịch sử Bohuslän. Các bức tranh chạm này là những chạm khắc đá nổi tiếng nhất ở Thụy Điển. Các khu vực chạm khắc này đã được vào danh sách di sản thế giới của UNESCO từ năm 1994.
Phạm vi văn hóa kéo dài từ thời kỳ đồ đồng đến khoảng năm 1200 trước Công nguyên. Trải dài trong khu vực bắc Scandinavia trong, ở các vùng lớn của Na Uy về phía bắc và miền trung Thụy Điển, các chạm khắc mô tả thợ săn và động vật vào cự thạch.
Xa hơn nữa về phía nam, các tranh chạm khắc trên tấm đá tập trung nhiều hơn với cuộc sống của nông dân và ngày từ thời kỳ đồ đồng. Ở Đức (Schleswig-Holstein và Lower Saxony) hiện diện trong các giếng, hình ảnh của bàn tay hoặc bàn chân, hình ảnh của mặt trời và hình người. Tại Đan Mạch có hàng trăm bản chạm, đặc biệt là chén, được xác định. Tại Na Uy, các bản khắc quan trọng nhất là trong Østfold các Rogaland và Trøndelag (gần Trondheim).
Các tranh khắc trên đá nhiều hơn rất nhiều ở Thụy Điển, đặc biệt là trong Bohuslän, các Östergötland và Uppland. Trong Bohuslän, khoảng 1200 những tảng đá bằng phẳng có chạm khắc.
Các chạm khắc đá ở Tanum, ở phía bắc của Bohuslän, là một thành tựu nghệ thuật độc đáo không chỉ cho các họa tiết đa dạng và phong phú của chúng (miêu tả của con người và động vật, vũ khí, tàu thuyền và các đối tượng khác) mà còn mô tả các hoạt động văn hóa.
Phạm vi của các họa tiết, kỹ thuật và tác phẩm chạm khắc đá trên những ngoại lệ Tanum cung cấp bằng chứng về các khía cạnh của cuộc sống trong nhiều thời kỳ đồ đồng châu Âu. Tính liên tục của định cư trong sử dụng đất và nhất quán trong khu vực Tanum, như minh họa bằng nghệ thuật trên đá, các cốt khảo cổ, và các tính năng của cảnh quan hiện đại trong khu vực Tanum kết hợp để làm cho một ví dụ nổi bật của sự liên tục hơn tám thiên niên kỷ của con người trong lịch sử.
Bắc Bohuslän là một vùng đất có các tảng đá granit, một phần trong đó có bề mặt bằng phẳng khi chóp băng đã di chuyển khỏi đá.
Nghệ thuật khắc trên đá này là duy nhất so với nghệ thuật khắc đá tương tự ở các khu vực khác của Scandinavia, châu Âu và thế giới xét về chất lượng nghệ thuật xuất sắc và thành phần cảnh quan sống động và đa dạng của con người thời kỳ đồ đồng. 

## Hình ảnh

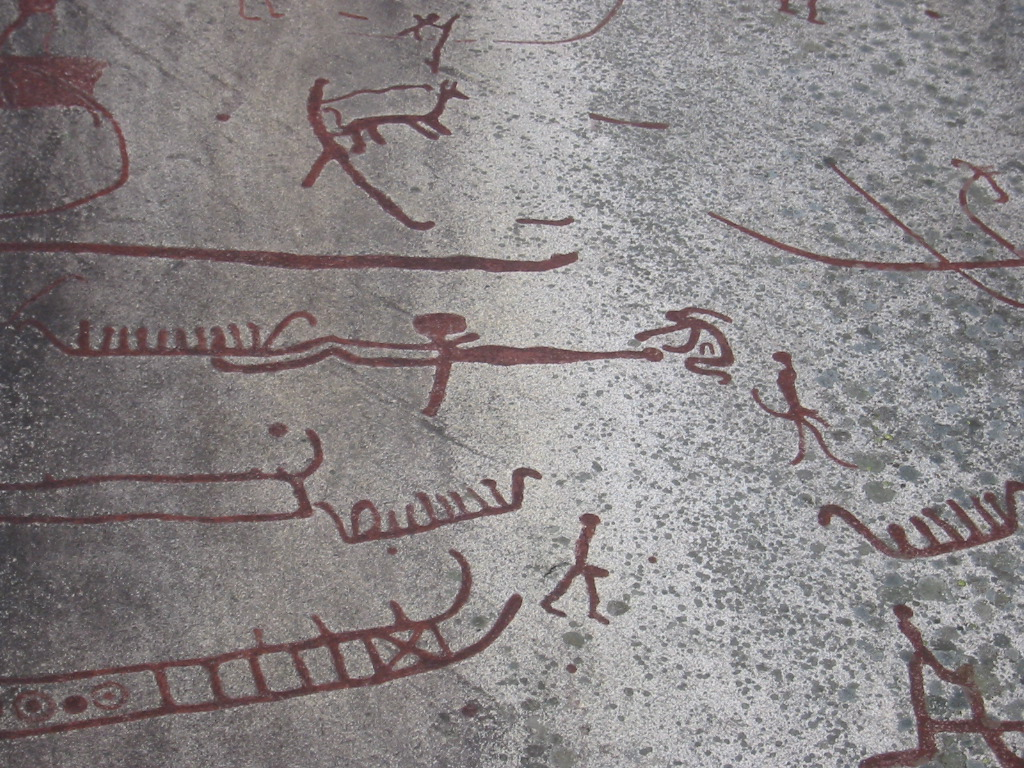
The Grieving Woman
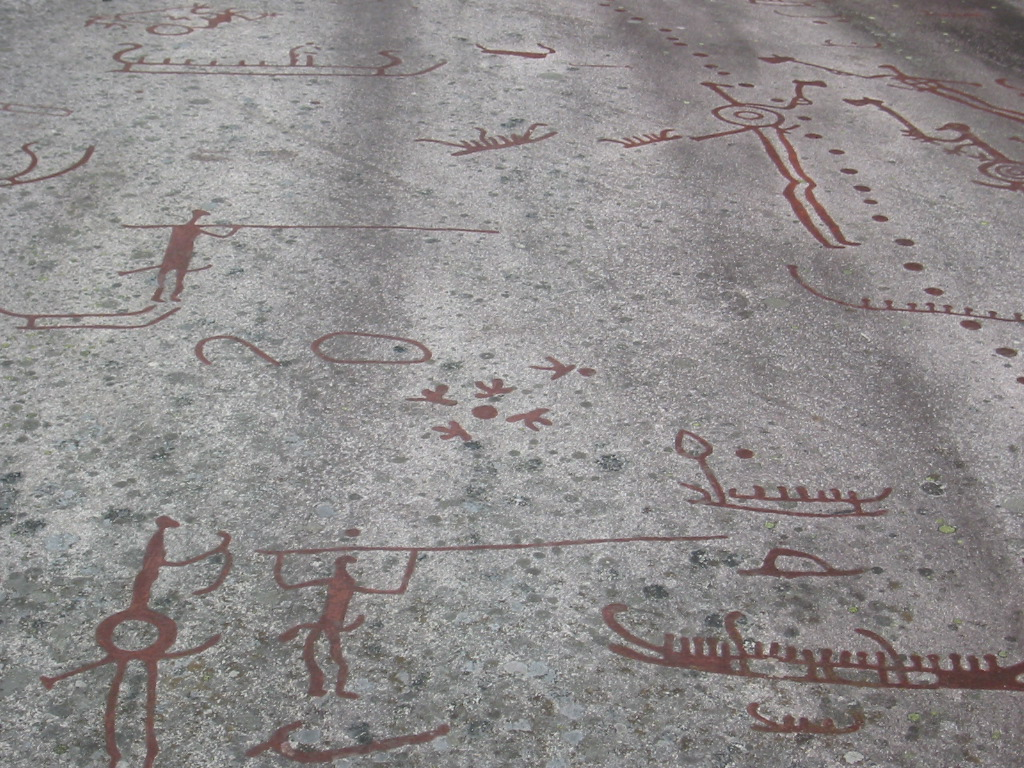
Chim
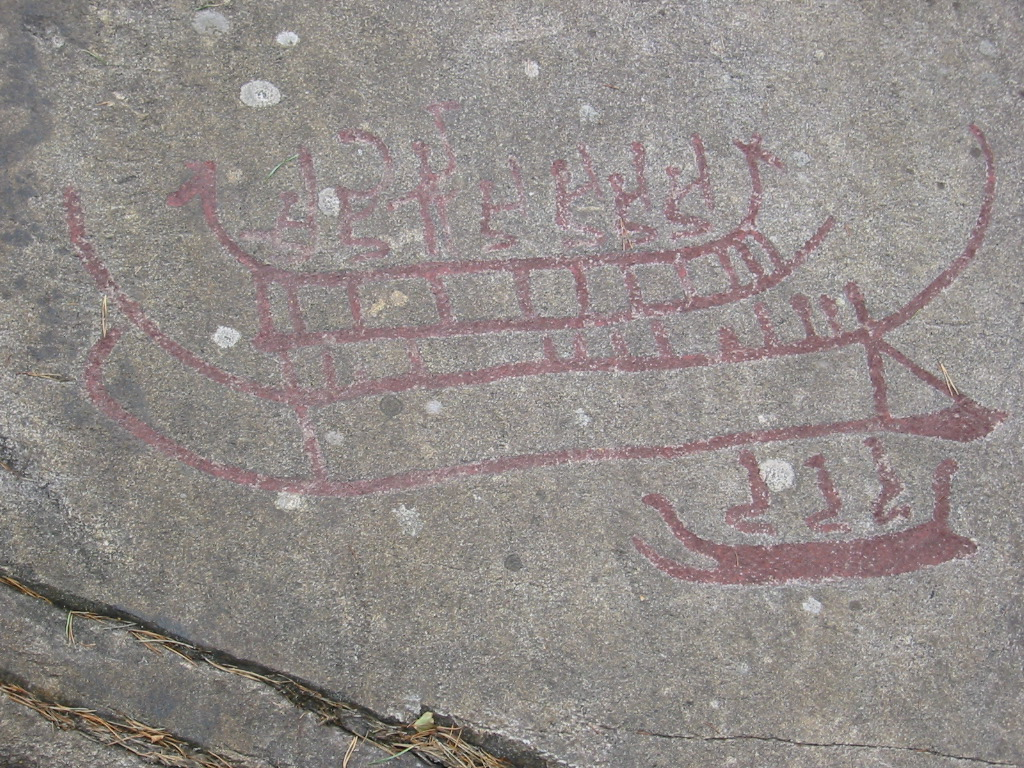
Thuyền
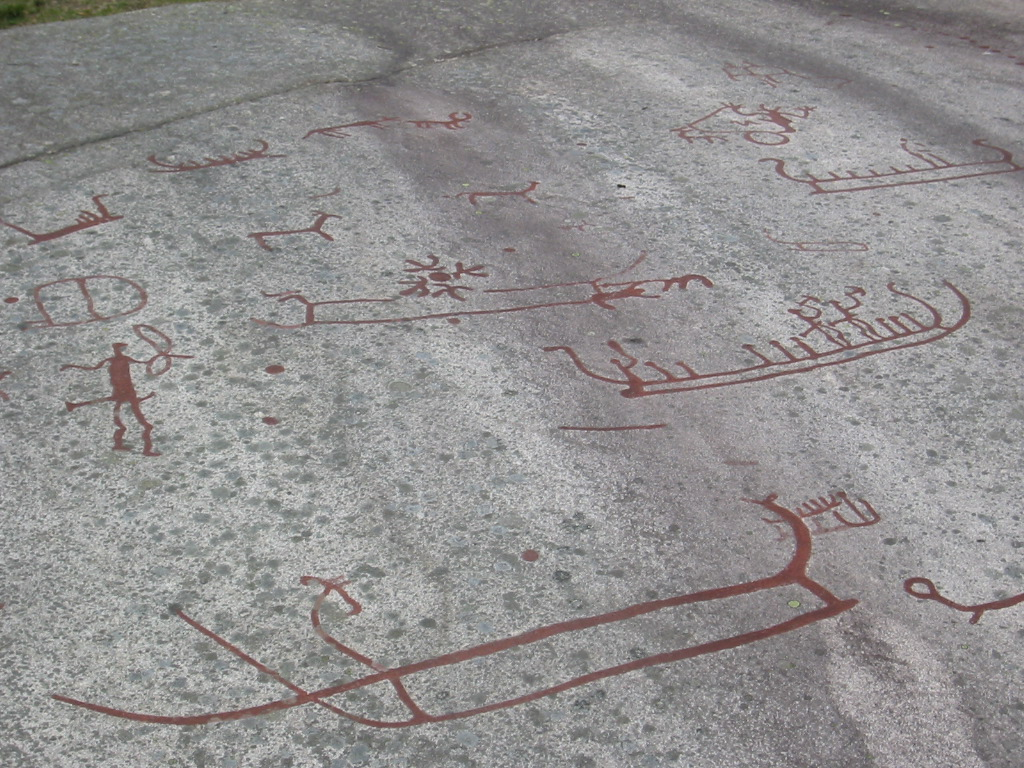
Chariot
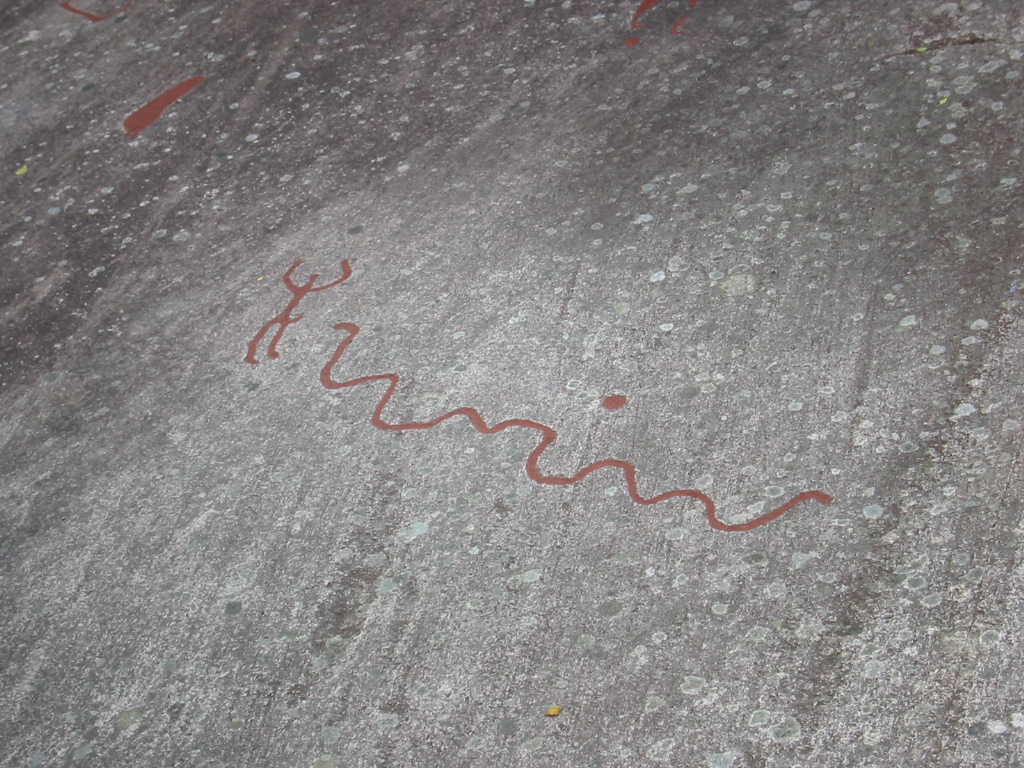
Rắn